# Resinhronizaciona terapija miokarda
Resinhronizaciona terapija miokarda (akronim CRT od eng. reči Cardiac Resynchronization Therapy) jedan je  od način lečenja bolesnika sa sistolnom srčanom slabošću srca, rezistentnom na optimalnu medikamentnu terapiju, naročito kod umerenih i teških oblika dilatativne kardiomiopatije sa blokom leve grane, EF < 35% i širokim QRS >120 ms. Da je ovaj način lečenja široko prihvaćen potvrđuju zvanične preporuke za primenu resinhronizacionra terapijr miokarda od strane Amerčkog (AHA/ACC/HRS preporuke)  i Evropskog udrušenja kardiologa (ESC preporuke). Takođe brojne kliničke studije pokazale su mnoge prednosti u u primeni resinhronizacione terapije miokarda u lečenju bolesnika sa sistolnom srčanom slabošću srca, rezistentnom na optimalnu medikamentnu terapiju. Ove prednosti se odnose na: poboljšanje simptoma, toleranciju napora, kvalitet života i dugoročnu prognozu, uključujući mortalitet i dužinu trajanja hospitalizacija kod ovih bolesnika.

## Prednosti CRT -a
Pošto resinhronizaciona terapija miokarda poboljšava efikasnost srca i povećava protok krvi,  kod pacijenta se javlja ublažavanje nekih simptoma srčane insuficijencije - kao što je otežano disanje.
Kako bi se postigli još bolji rezultati CRT se  često kombinuje sa drugim tretmanima.
Do danas, kliničke studije su pokazuju da je CRT jednako efikasan i za muškarce i za žene.
Kliničke studije takođe ukazuju na smanjenje trajanja  hospitalizacije i morbiditeta, kao i poboljšanje kvaliteta života.

## Indikacije
Kandidati za CRT su pacijente sa srčanom insuficijencijom sa umerenim do teškim simptomima i čija leva i desna komora srca ne kucaju složno.

## Kontraindikacije
Resinhronizaciona terapija miokarda nije efikasan za svakoga i nije za pacijente sa blagim simptomima srčane insuficijencije, dijastolnom srčanom insuficijencijom ili za one koji nemaju problema s tim da komore ne kucaju zajedno.
Takođe nije pogodan za pacijente koji nisu u potpunosti sproveli korekciju stanja putem terapija lekovima. 

## Ograničenja
Još uvek oko 30 % bolesnika tretiranih sa CRT nemaju adekvatan pozitivan klinički odgovor, u vidu poboljšanja posle CRT (non responders). Brojna istraživanja su pokušavala da definišu kriterijume za selekciju bolesnika koji će dobro odgovoriti na CRT (zvani  responders) kako bi njihovo lečenje bilo isplativo i efikasno.

## Kriterijumi za izbor pacijenata
Brojna istraživanja su pokušavala da definišu kriterijume za selekciju bolesnika koji će dobro odgovoriti na CRT (responders) kako bi njihovo lečenje bilo isplativo i efikasno. Kako se u tome nije uspelo parametri za procenu mehaničke disinhronije za sada nisu uvršteni u zvanične preporuke i kriterijume za selekciju bolesnika za CRT.

### EKG
Širina QRS kompleksa u EKG-u koja je bila u početku vodeći kriterijum za selekciju bolesnika za CRT, pokazala se kao nedovoljno precizna metoda.

### Specifična merenja
Kasnija istraživanja su sugerisala specifičnija merenja, odnosno određivanje mehaničke disinhronije srca drugim metodama: ehokardiografski, magnetnom rezonancijom i radionukleidnim metodama. Po raznovrsnosti i broju primenjenih metoda izdvojila se ehokardiografija. Za procenu asinhronije miokarda korišćene su različite ehokardiografske tehnike: jednodimenziona M-mod ehokardiografija, dvodimenziona 2D ehokardiografija, color doppler eho, trodimenziona ehokardiografija (3D-eho), strain i strain rate, speckletracking eho, pulsni tkivni doppler (PWTDI), razni modaliteti tkivnog doplera (TDI).
Ehokardiografija se pokazala korisnom u otkrivanju asinhronije i kvantitativnoj proceni težine asinhronije6 . Međutim, PROSPECT studija, je pokazala da nijedan ehokardiografski parametar za procenu mehaničke disinhronije srca, zbog skromne specifičnosti i senzitivnosti, nije dovoljno dobar da predvidi dobar ehokardiografski i klinički odgovor na CRT.

## Metoda
Resinhronizaciona terapija miokarda zahteva postavljanje električnog uređaja za biventrikularni pejsing, zajedno sa postavljanjem (najmanje) dva provodnika pejsinga, kako bi se olakšao stabilan pejsing leve i desne komore. 
Svi elementi, prva faza procesa postavljaju se u lokalnoj anestezija, nakon čega sledi rez kako bi se omogućio pristup  kroz otvor odgovarajuće vene, kroz koji se mogu ubaciti elektrode i uređaj.

### Postavljanje elektrode desne komore
Nakon  venepunkcije žica za vođenje se ubacuje u venu, i kroz nju se vodi, (uz pomoć  rendgenskog snimanja u realnom vremenu), do desne komore. Žica za vođenje se zatim koristi kao pomoćno sredstvo pri postavljanju elektrode koja prolazi kroz venski sistem u desnu komoru gde se elektroda ugrađuje.

### Postavljanje elektrode leve komore
Ovo se obično izvodi nakon postavljanja RV elektrode, pri čemu RV elektroda obezbeđuje rezervnu kopiju u slučaju slučajnog oštećenja električnih vlakana srca, i mogućnosti uzrokovanja asistolniog događaj. Kao i kod RV provodnika, prvo se ubacuje žica za vođenje, što omogućava umetanje katetera za više isporuka. Kateter se zatim manevriše do otvora koronarnog sinusa u desnom atrijumu. Odavde se ubrizgava kontrastno sredstvo, omogućavajući hirurškom timu da dobije flebobogram koronarnog sinusa kako bi usmerilo postavljanje u najpogodniju koronarnu venu.
Kada se dobije flebogram, kateter za više isporuka se koristi za vođenje od izabrane ulazne vene, u desnu pretkomoru, kroz koronarni sinus i u odgovarajuću srčanu venu.
Postavljanje elektrode leve komore je najkomplikovaniji i potencijalno najopasniji element operacije, zbog značajne varijabilnosti strukture koronarnih vena. Promene u strukturi srca, masnim naslagama, zaliscima i prirodnim varijacijama uzrokuju dodatne komplikacije u procesu kanulacije.

### Postavljanje uređaja
Uređaj se zatim plasira u potkožni džep koji je stvorio hirurg, a izbor leve ili desne strane grudnog zida određen je uglavnom preferencijama pacijenta ili lokacijom već postojećeg uređaja. Uređaj, sličan onom kod tradicionalnog pejsmejkera, generalno nije veći od džepnog sata i ima umetka za elektrode. 

## Spoljašnje veze
|  | Molimo Vas, obratite pažnju na važno upozorenje u vezi sa temama iz oblasti medicine (zdravlja). |